# Province de Samut Songkhram
Samut Songkhram (en thaï : สมุทรสงคราม ; API : [sā.mùt sǒŋ.kʰrāːm]) est une province (thai : จังหวัด ; changwat) de Thaïlande. C'est la province la plus petite (416 km2) et  la moins peuplée de Thaïlande : elle ne compte que 187 993 habitants en 2023.
Elle est située dans le centre du pays. Sa capitale est la ville de Samut Songkhram.

## Géographie
Cette province est localisée le long de la côte du golfe de Thaïlande a environ 70 km au sud-ouest de Bangkok.
Le fleuve Mae Klong traverse la province et se jette dans la baie de Bangkok  à Samut Songkhram. A l'embouchure de la Mae Klong, il y a  un vaste banc de sable de 3 km sur 5 km appelé Don Hoi Lot connu pour ses coquillages appelés couteaux, les endémiques Solen regularis.
La province de Samut Songkhram est parcourue par de nombreux canaux appelés khlongs.

## Histoire
Au 17ème siècle, sous le règne du roi d'Ayutthaya Narai le grand, Samut Songkhram s'appelait Suan Nok  (thai: สวนนอก, litt "Le jardin de l'extérieur") . Ensuite la région pris le nom de Mae Klong. Et aujourd'hui elle s'appelle Samut Songkhram.

## Économie
La province de Samut Songkhram est une région agricole produisant du riz, du sucre, des fruits et des légumes...
Cette province est aussi une zone de pêche importante et elle est réputée pour ses fruits de mer frais et séchés.
Les marais salants y sont nombreux.
Sur les canaux se trouvent les marchés flottants d'Amphawa, de Bang Noi, de Tha Kha, de Bang Nok Khwaek et de Don Manora.
Sur la voie de chemin de fer de la ligne Bangkok-Samut Songkhram se trouve à Samut Songkhram le marché local appelé Talat Rom Hup (thaï :ตลาดร่มหุบ) ou marché de Mae Klong.

## Subdivisions

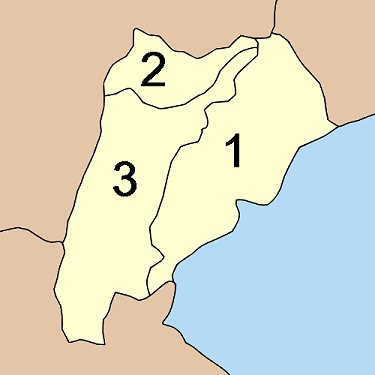
Carte des amphoe de la province de Samut Songkhram.

Samut Songkhram est subdivisée en 3 districts (amphoe) : Ces districts sont eux-mêmes subdivisés en 38 sous-districts (tambon) et 284 villages (muban).
1. Amphoe Mueang Samut Songkhram (อำเภอ เมือง สมุทร สงคราม)
2. Amphoe Bang Khonthi (อำเภอ บาง คนที)
3. Amphoe Amphawa (อำเภอ อัมพวา)

## Curiosités
- Les marchés flottants, en particulier les marchés flottants d'Amphawa et de Tha Kha[5] ;
- Le marché de Samut Songkhram sur la voie de chemin de fer
- Les temples bouddhistes Wat Bang Kung avec ses statues grandeur nature de combattants pratiquant la muay thai, Wat Bang Khae Noi, Wat Bang Khae Yai[6] etc.
- Le mémorial siamois de Chang-Eng, en mémoire des célèbres frères siamois Chang et Eng Bunker[7].

## Tourisme
En 2014, la province de Samut Songkhram a accueilli 2,4 millions de visiteurs.

## Galerie

Curiosités
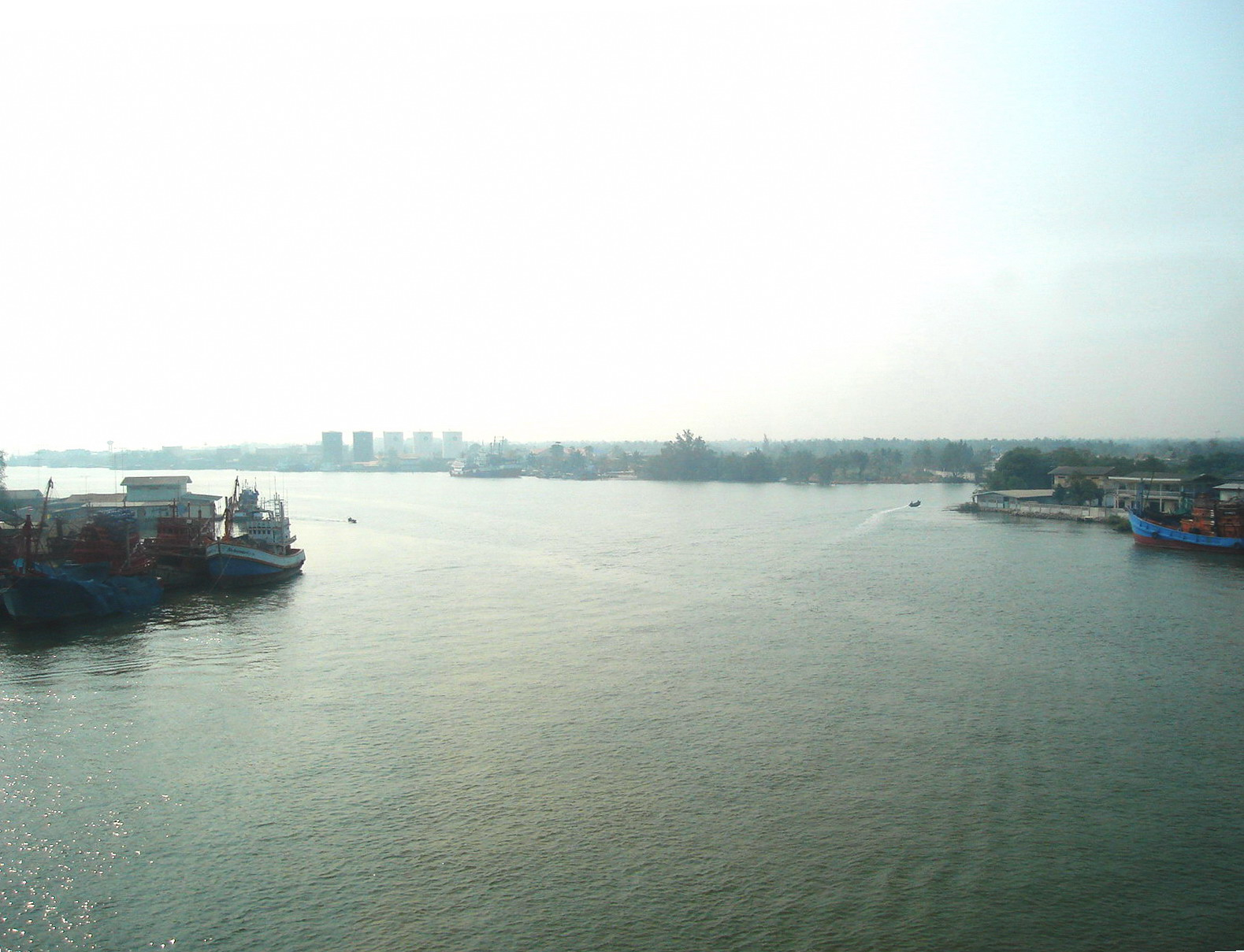
Le fleuve Mae Klong à Samut Songkhram
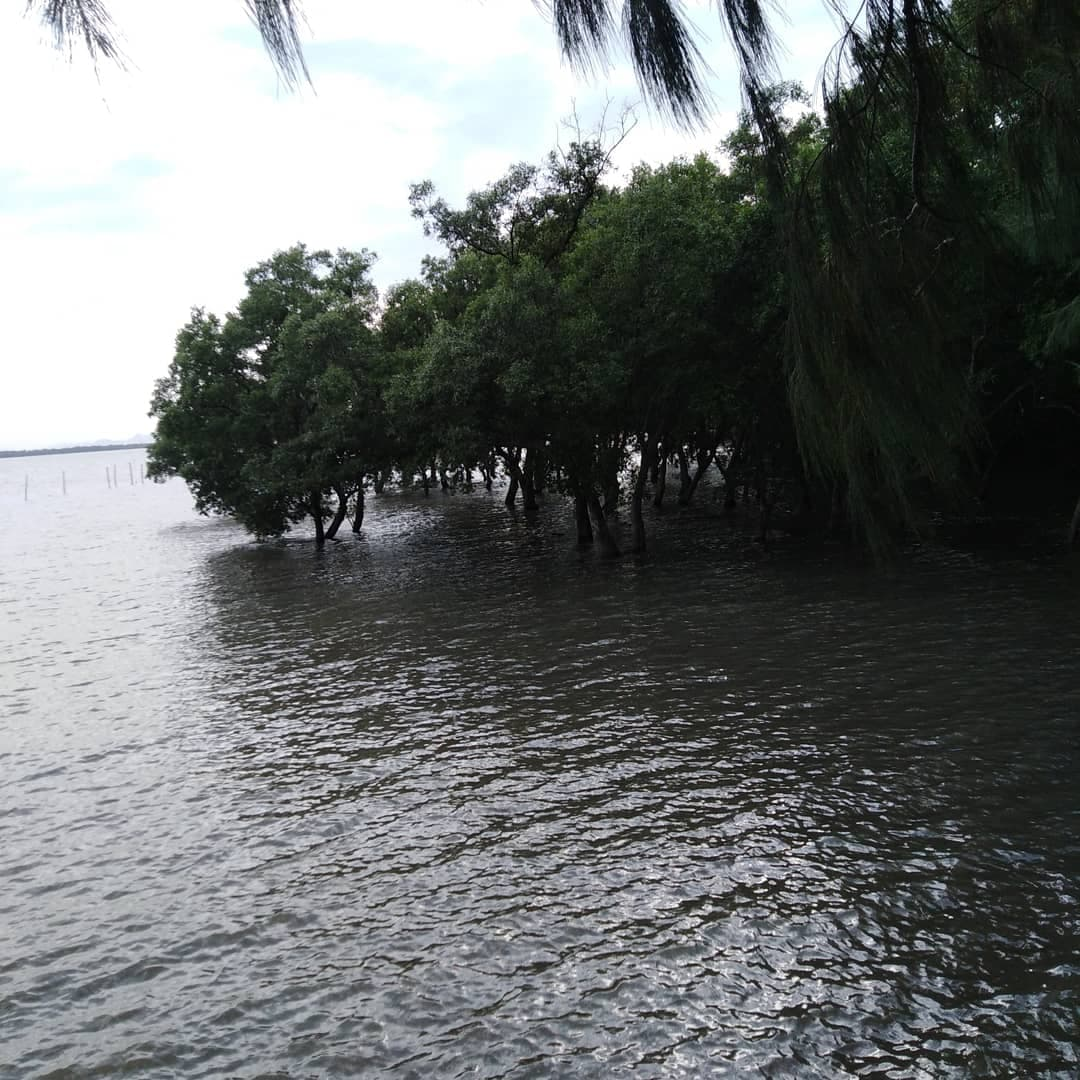
Mangrove de Don Hoi Lot
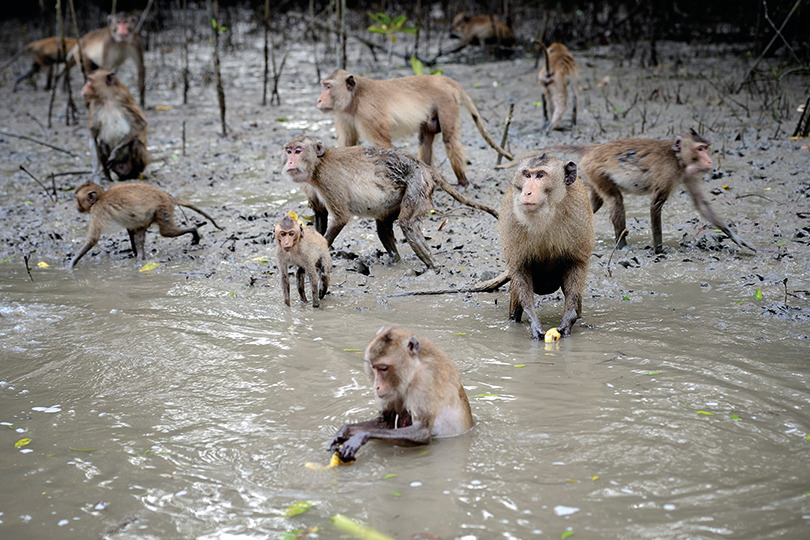
Macaques crabiers dans la mangrove
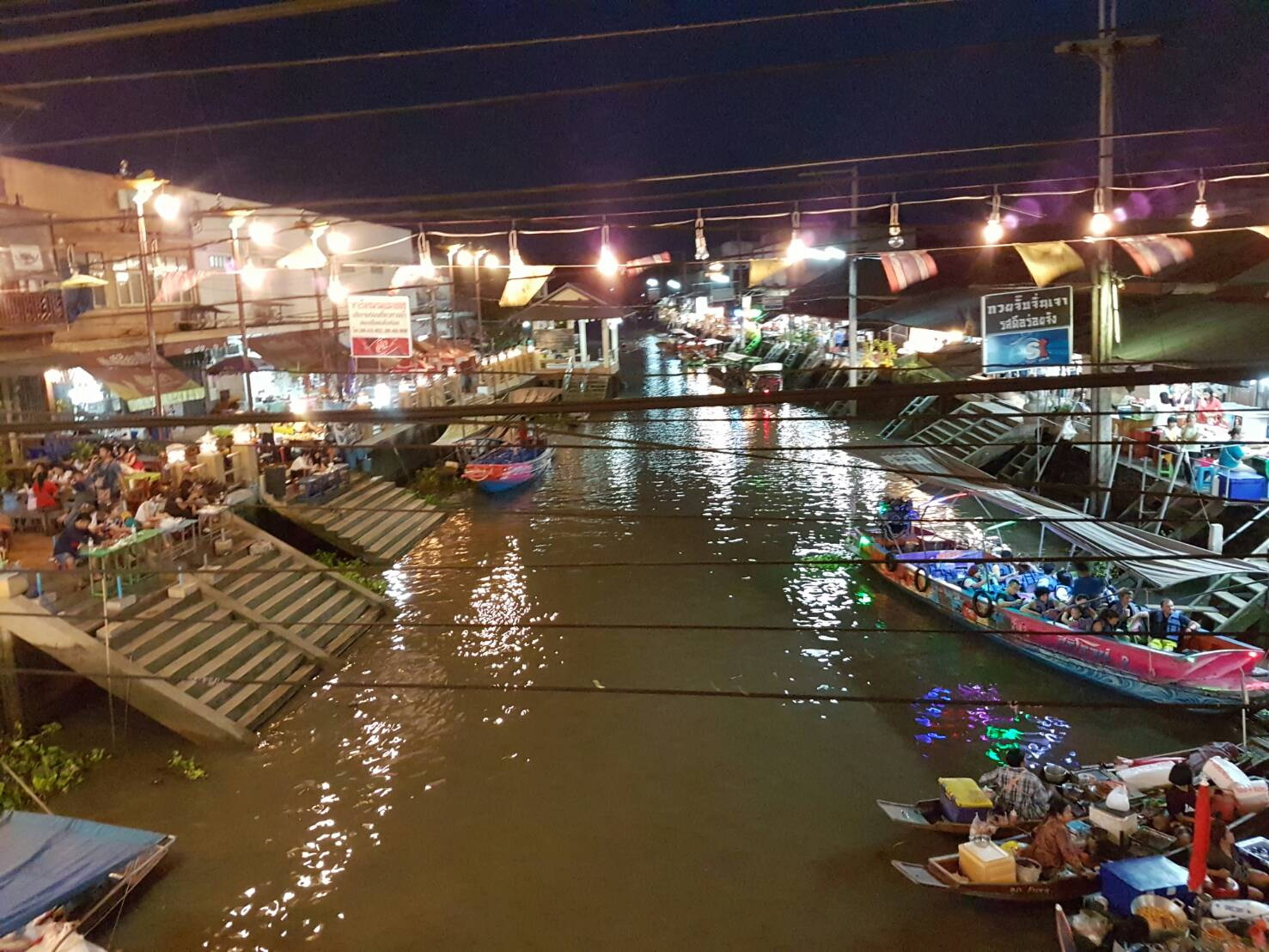
Marché flottant d'Amphawa
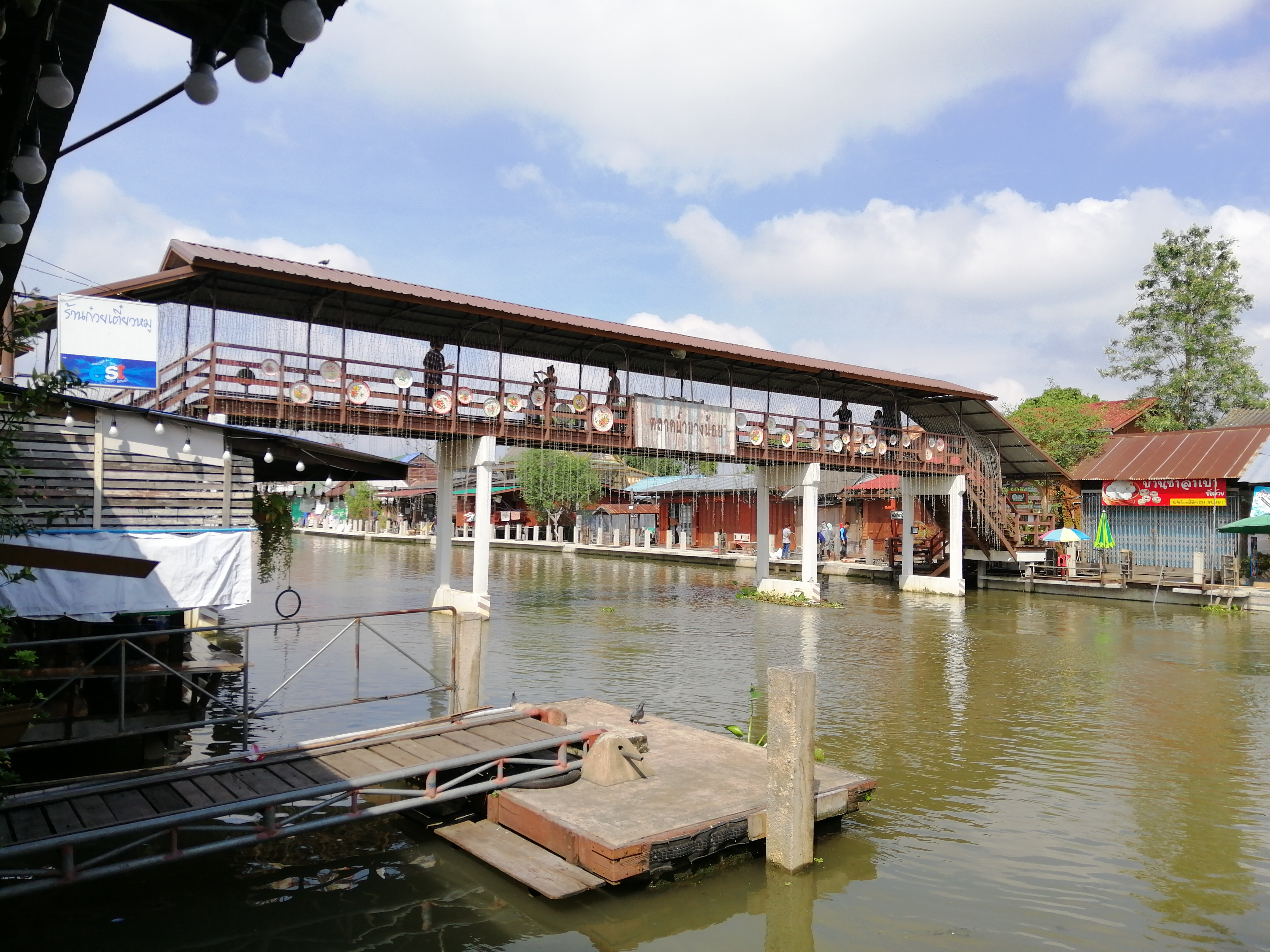
Marché flottant de Bang Noi
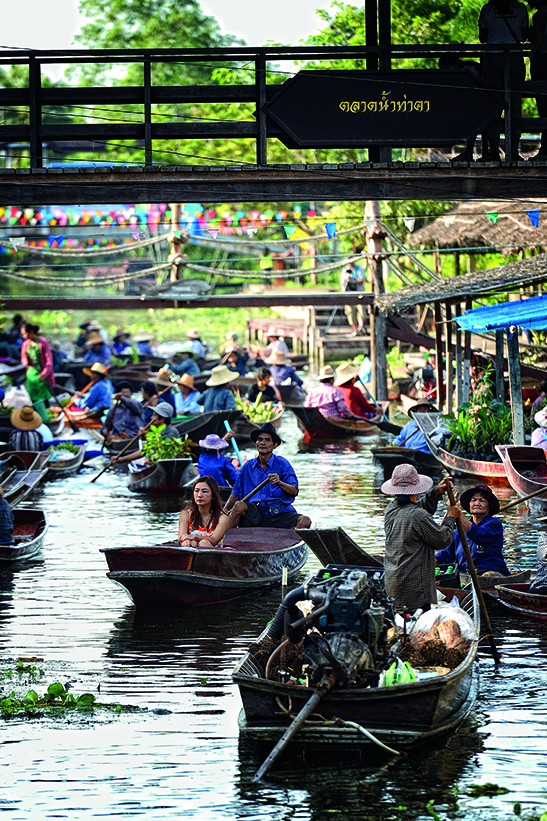
Marché flottant de Tha Kha
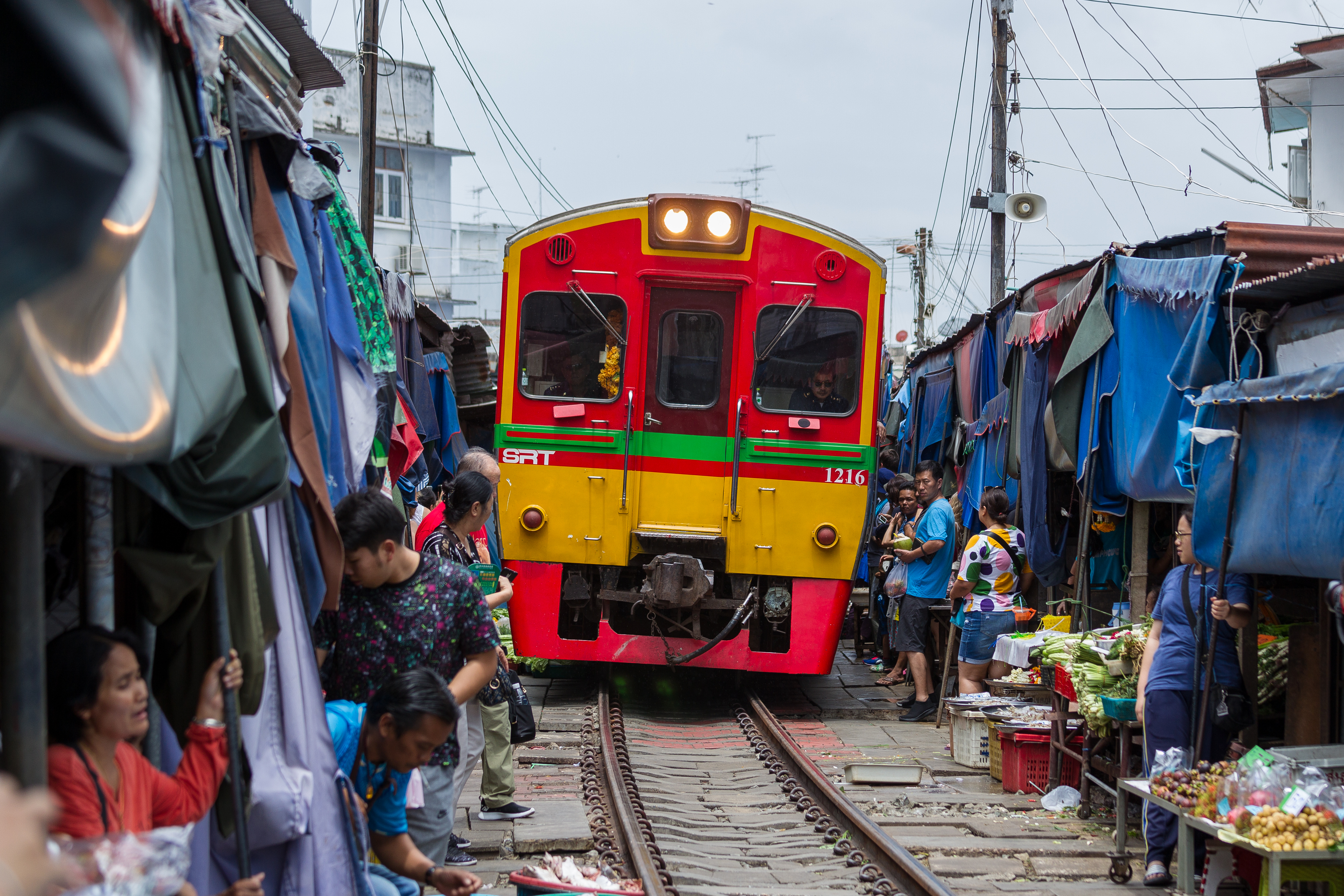
Marché local de Samut Songkhram sur la voie de chemin de fer (Anglais : Maeklong Railway Market ; thaï : ตลาดร่มหุบ)
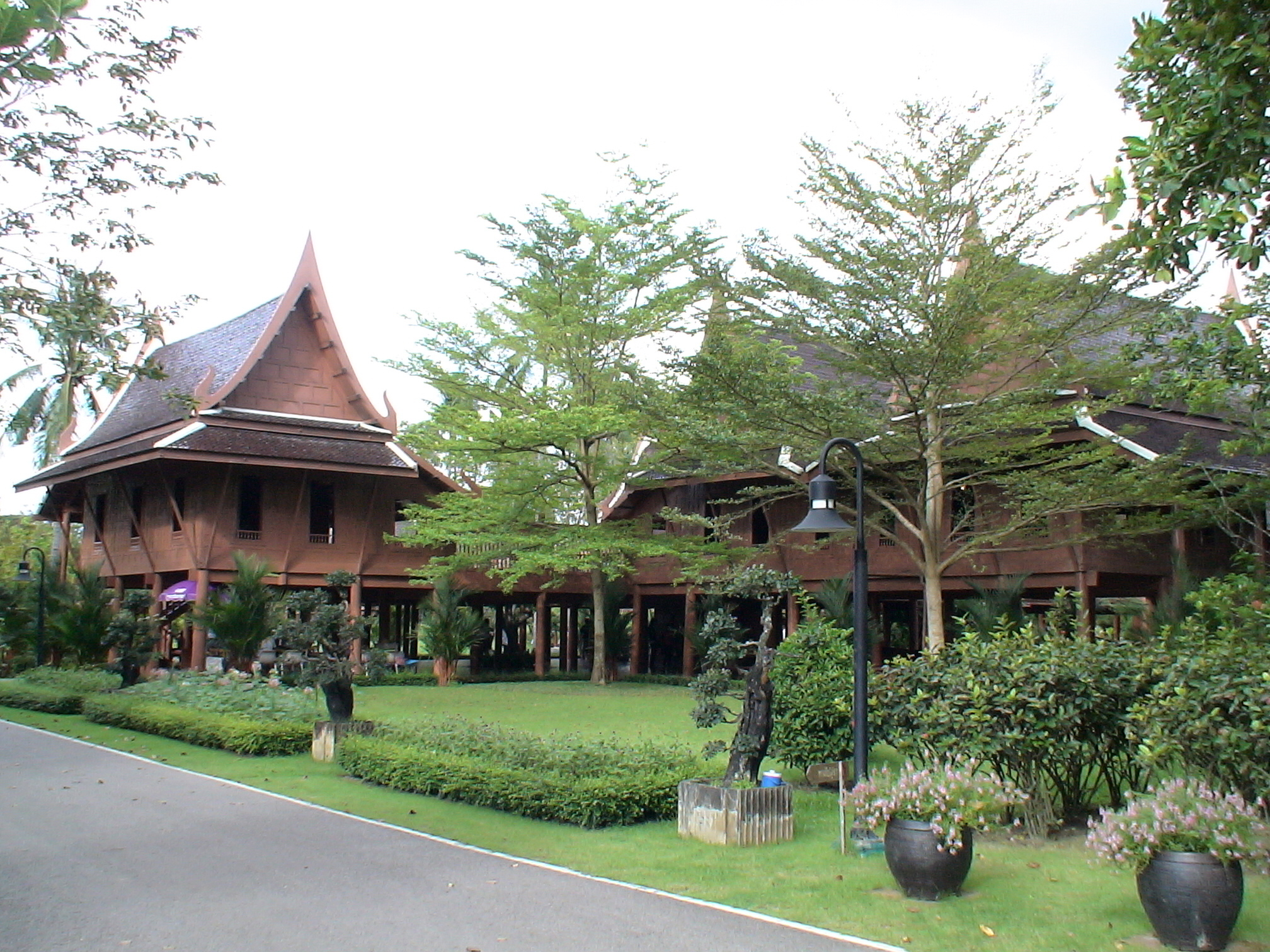
Musée de Rama II (King Rama II Memorial Park)
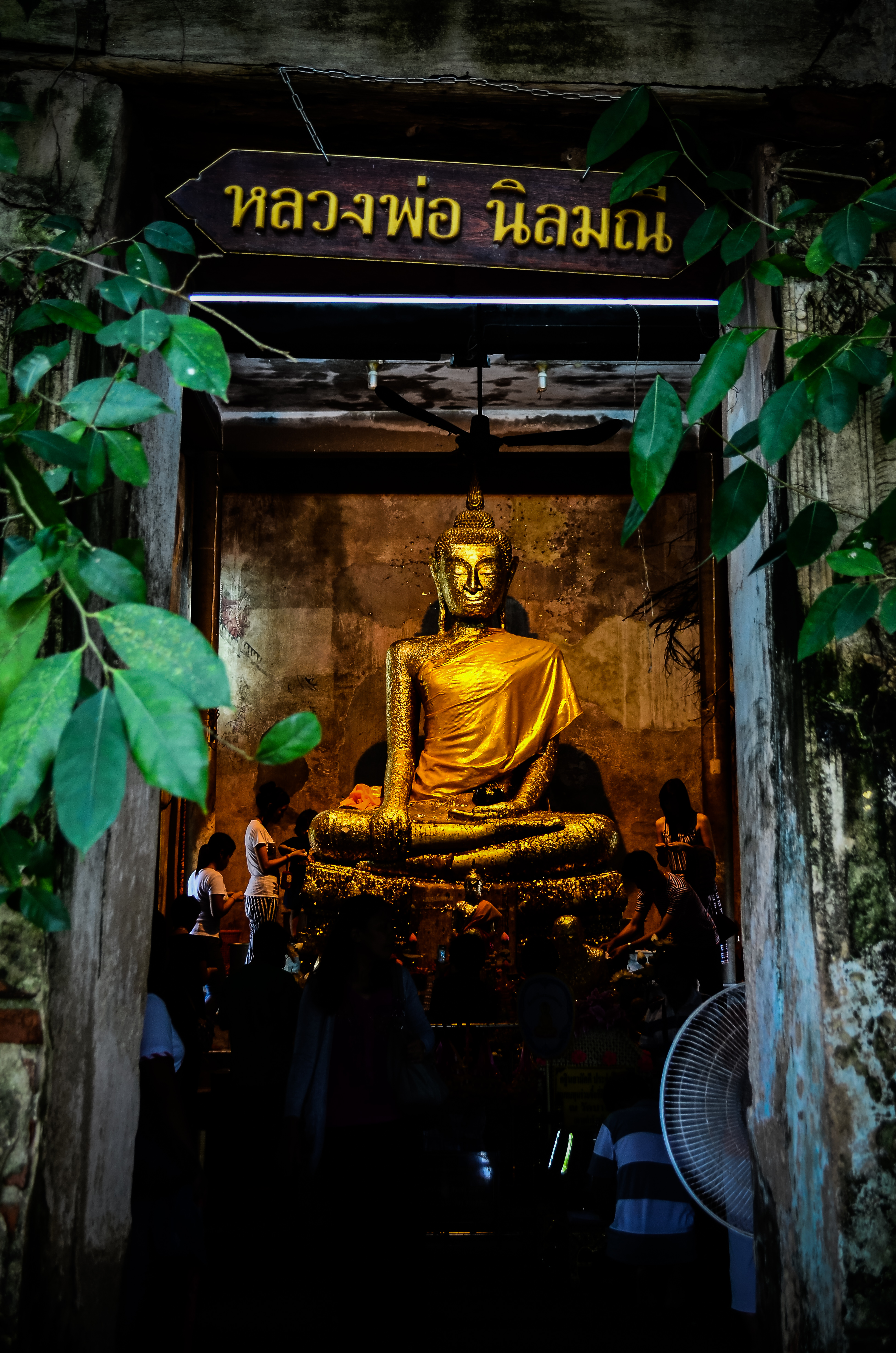
Ubosot (ou Bot) de Wat Bang Kung
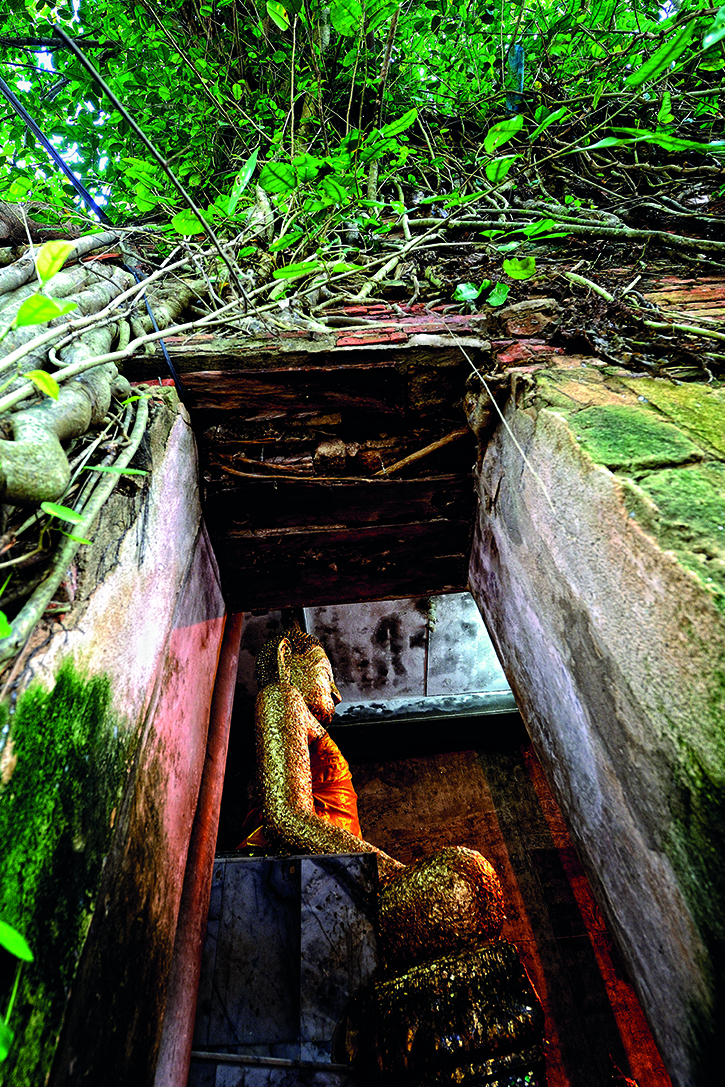
Ubosot (ou Bot) de Wat Bang Kung
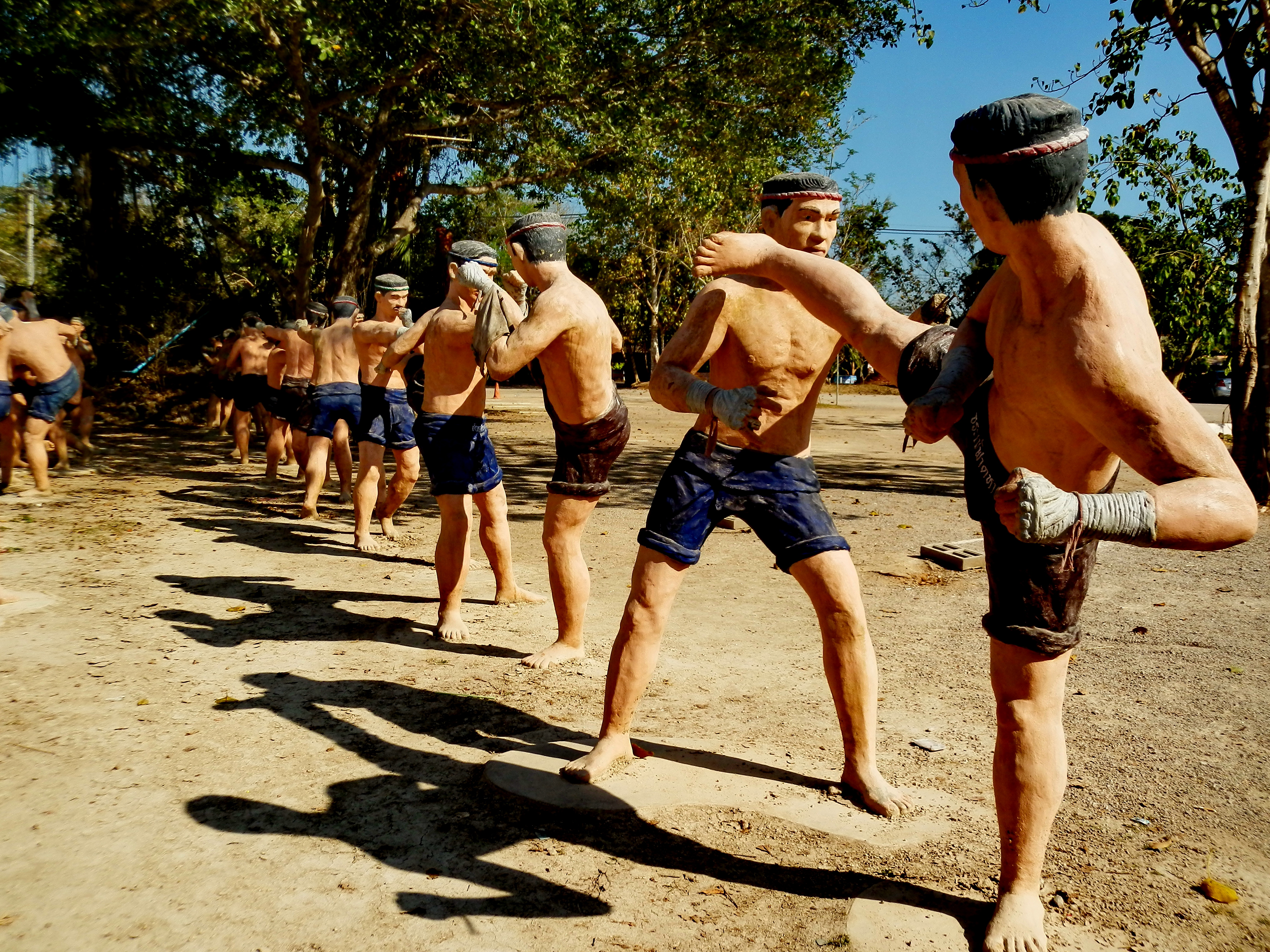
Statues grandeur nature de guerriers pratiquant la boxe thaïe, Wat Bang Khun
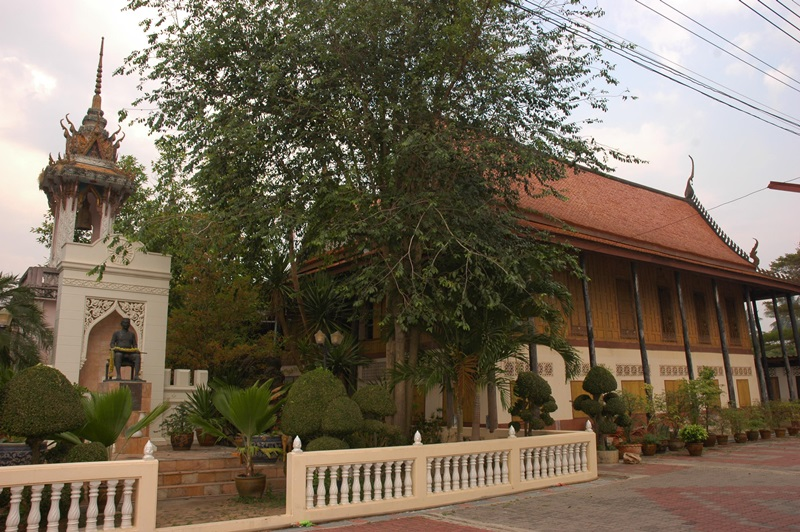
Wat Bang Khae Yai